# Адигейськ
Адиге́йськ (рос. Адыге́йск; адиг. Адыгэкъалэ) — місто республіканського підпорядкування на північному заході Адигеї.
Чисельність населення муніципального утворення «Місто Адигейськ» становить 14 539 осіб (на початок 2007 року), зокрема: місто Адигейськ — 12 368 осіб (2012), аул Гатлукай — 1 513 осіб (2010), хутір Псекупс — 909 осіб (2010).
Національний склад населення (2002): адиги (черкеси) — 77,48 %, росіяни — 18,59 %.
Розташований у Передкавказзі, на березі Краснодарського водосховища, за 8 км від залізничної станції Псекупс на лінії Краснодар — Гарячий Ключ Північно-Кавказької залізниці, за 85 км на південний схід від Майкопа, за 15 км від Краснодару.
Місто було побудоване для мешкання жителів аулів і хуторів, затоплених при споруді Краснодарського водосховища. Значна частина населення працює в Краснодарі.
З 1976 по 1992 місто називалося Теуче́зьк на честь адигського народного поета-ашуга Цугу Теучежа (1855—1940).